# 아세아항공직업전문학교
아세아항공직업전문학교는 서울특별시 영등포구에 위치한 항공 및 관광, 경호, 군사계열 특성화 직업전문학교이다.

## 연혁
1993.02 아세아항공전문학교 설립(제 153호)

1994.03 항공산업기사 실기검정장 지정(한국산업인력공단)

1999.03 학점은행제 인정기관 지정(교육인적자원부)

2000.12 항공종사자(항공정비사)전문교육기관 지정

2006.03 이천캠퍼스 인수(항공정비 전공실습장)

2013.02 공항실습실 개관

2015.10 회전익 항공정비사 전문교육기관 지정 승인

2016.03 김포공항 캠퍼스 개관

2022.02 항공종사자(조종사)전문교육기관 지정

2023.10 아세아항공직업전문학교 개교 30주년 

## 교육과정
다음은 2025년 7월 기준, 아세아항공직업전문학교에서 운영중인 전공 및 교육과정이다.
- 항공정비 계열｜-항공정비사과정  -항공기계과정  -항공부사관과정  -드론(조종·정비)과정  -항공정비공학사과정(3년제)
- 스마트 안전진단 계열 ｜-초음파진단과정  -항공비파괴검사과정  -금속공학사과정(3년제)
- 항공관광 계열｜-승무원과정  -호텔관광전문가과정  -식음료전문가과정
- 항공보안 계열｜-항공보안과정  -경찰경호과정  -액션연기과정  -PMC경호과정-스포츠재활컨디셔닝과정
- 국방경찰AI 계열｜-국방사관과정  -국방부사관과정  -국방AI과정  -경찰공무원과정

## 지정현황
2000.12 항공종사자(항공정비사과정)전문교육기관 지정(건설교통부:현 국토교통부))

2008.10 항공안전본부 승인 항공정비사 과정 증원 인가. 

2010.08 (사)한국평생능력개발원 식음료부분 자격검정 시험장 유치(등록)

2013.06 문화체육관광부 국외여행인솔자과정 인가

2015.01 해양수산부 지정 제1차 크루즈전문인력양성기관 지정

2015.10 항공종사자(회전익 면허과정) 전문교육기관 지정

2016.02 호텔서비스인력양성 우수교육기관 지정 승인

2016.04 항공종사자(초경량비행장치) 전문교육기관 지정(국토교통부)

2018.03 해양수산부 지정 제2차 크루즈전문인력양성기관 지정

2018.04 제2018-ATO-04호 보잉737NG 기종교육기관(국토교통부)

2020.06 제2020-ATO-04호 B737NG, A320F, C172 항공정비사 기종교육기관(국토교통부)

2021.02 경찰청고시 법 제13조 제1항 및 영 제18조에 의한 일반경비원 신임교육기관 지정(경찰청)

2022.02 항공종사자(조종사) 전문교육기관 지정(국토교통부)

## 부설교육기관
부설교육기관으로는 고교위탁과정, 아세아 외국어교육원, 진로코칭센터, 아세아 직업전문학교, 비행교육원, 기종교육센터, 무인항공교육원 등이 있다.

## 산학협력
학교와 산학협력을 맺은 주요 업체들은 아시아나항공, 아시아나에어포트, 제주항공, 에어부산, 티웨이항공, 이스타항공, 에어제타, 코리아익스프레스에어, 하이에어, 에어로케이, (주)Sharp Aviation K, 홍익항공, 미래항공, 에어포항, 철우항공, 세영항공, 오이항공, 한국항공우주산업(주), 한국공항공사, 한국조종사교육원, 무성항공, 삼흥정공, 엘에스에이항공, 트랜스콘항공(Transcon Aviation), KA(주)정비지원사업부, 씨웨스트항공, 에스엔항공, 아시아조종사교육원, 산림청 산림항공본부, 드림항공, 우리항공, 헬리코리아, 제니엘, 포트서비스, 스타항공우주, HAECO Xiamen, ㈜에스오씨항공, 대영항공 등이 있다.